# Schmale Straße 4 (Quedlinburg)

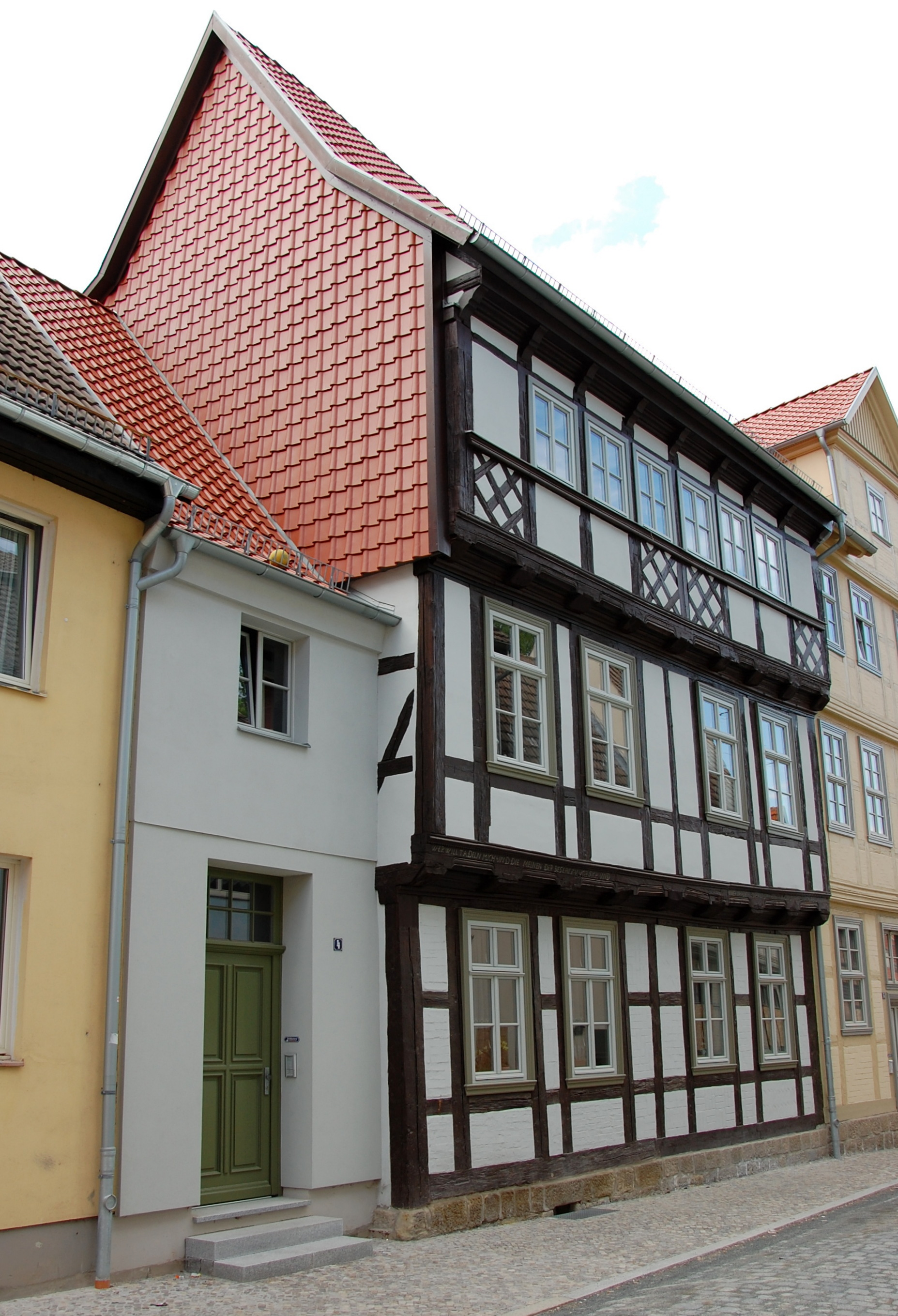
Haus Schmale Straße 4

Das Haus Schmale Straße 4 ist ein denkmalgeschütztes Gebäude in der Stadt Quedlinburg in Sachsen-Anhalt.

## Lage
Es befindet sich im nördlichen Teil der historischen Quedlinburger Altstadt auf der Westseite der Schmalen Straße. Das zum UNESCO-Weltkulturerbe gehörende Gebäude ist im Quedlinburger Denkmalverzeichnis als Wohnhaus eingetragen. Nördlich grenzt das gleichfalls denkmalgeschützte Haus Schmale Straße 5 an.

## Architektur und Geschichte
Das dreigeschossige barocke Fachwerkhaus entstand im Jahr 1690. Eine Inschrift L•ZM mit Wappen verweist auf den mit dem Kürzel LZM bezeichneten Baumeister. Die oberen Geschosse kragen jeweils deutlich vor. An den Stockschwellen finden sich Schnitzungen, wobei bei einem Umbau im 18. Jahrhundert die Schwellen mit Gurtprofilen abgedeckt wurden. Die Brüstungen des zweiten Obergeschosses sind mit Rautenkreuzen versehen. Der Dachstuhl stammt aus der Bauzeit des Hauses. Die Eckkonsolen wurden mit sogenannten Engelsköpfen beschnitzt.